# Alegoria do Indígena (Brasil)

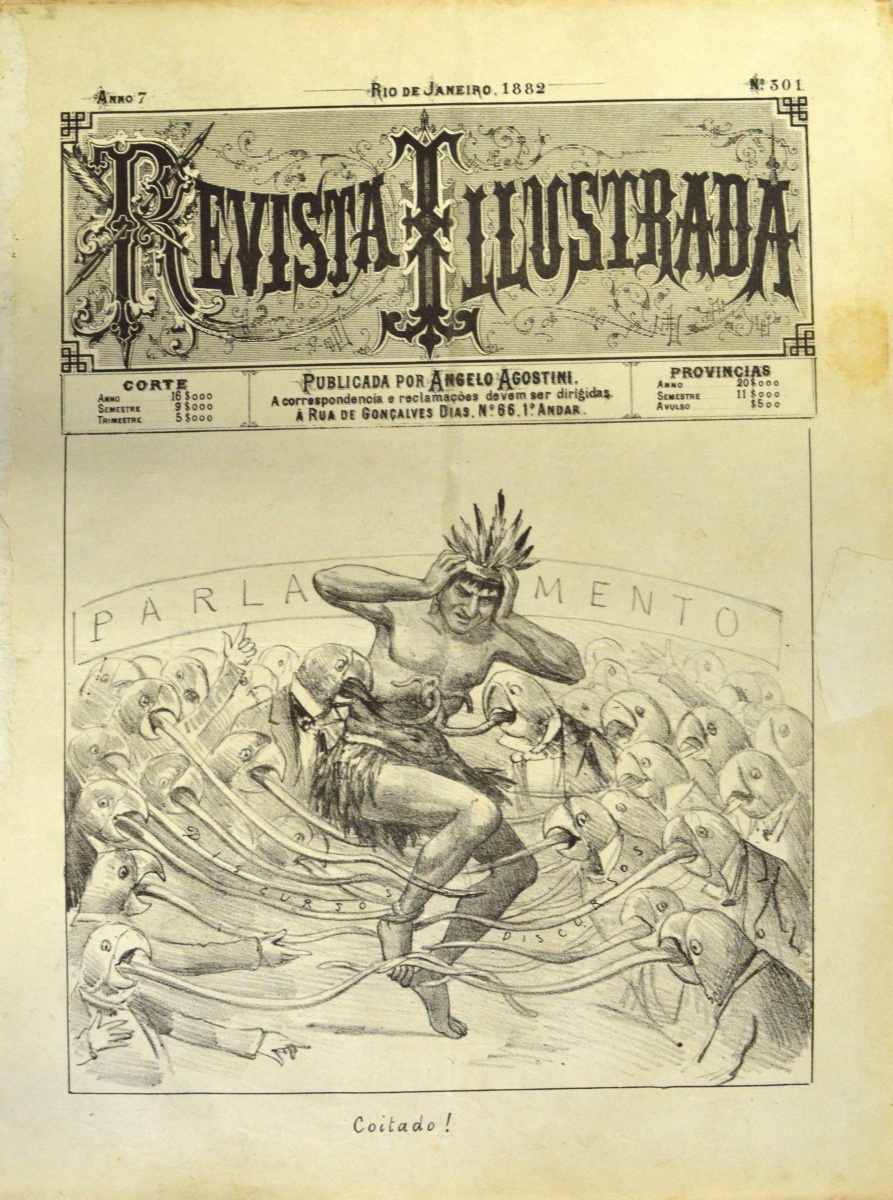
Charge de um indígena em meio à confusão do parlamento do Império (Revista Illustrada, Nº 301, 1882).

No Brasil, durante o século XIX, várias obras artísticas, políticas e satíricas se utilizaram da figura alegórica do indígena visando a personificação da nação brasileira, em particular do Império do Brasil.

## Origens
De fato, o indígena enquanto símbolo nacional foi utilizado desde os tempos do Brasil Colônia – embora o país ainda não se constituísse uma nação de fato. Após a Independência do Brasil, o indígena foi retratado como uma das partes constituintes da nacionalidade brasileira, ao lado do europeu e do africano, embora dividisse espaço nas charges e ilustrações do período com a figura do Imperador D. Pedro I. Contudo, é na segunda metade do século XIX, em particular no Segundo Reinado, que a figura do indígena ganha um status quase oficial de personificação do Brasil.

## Características

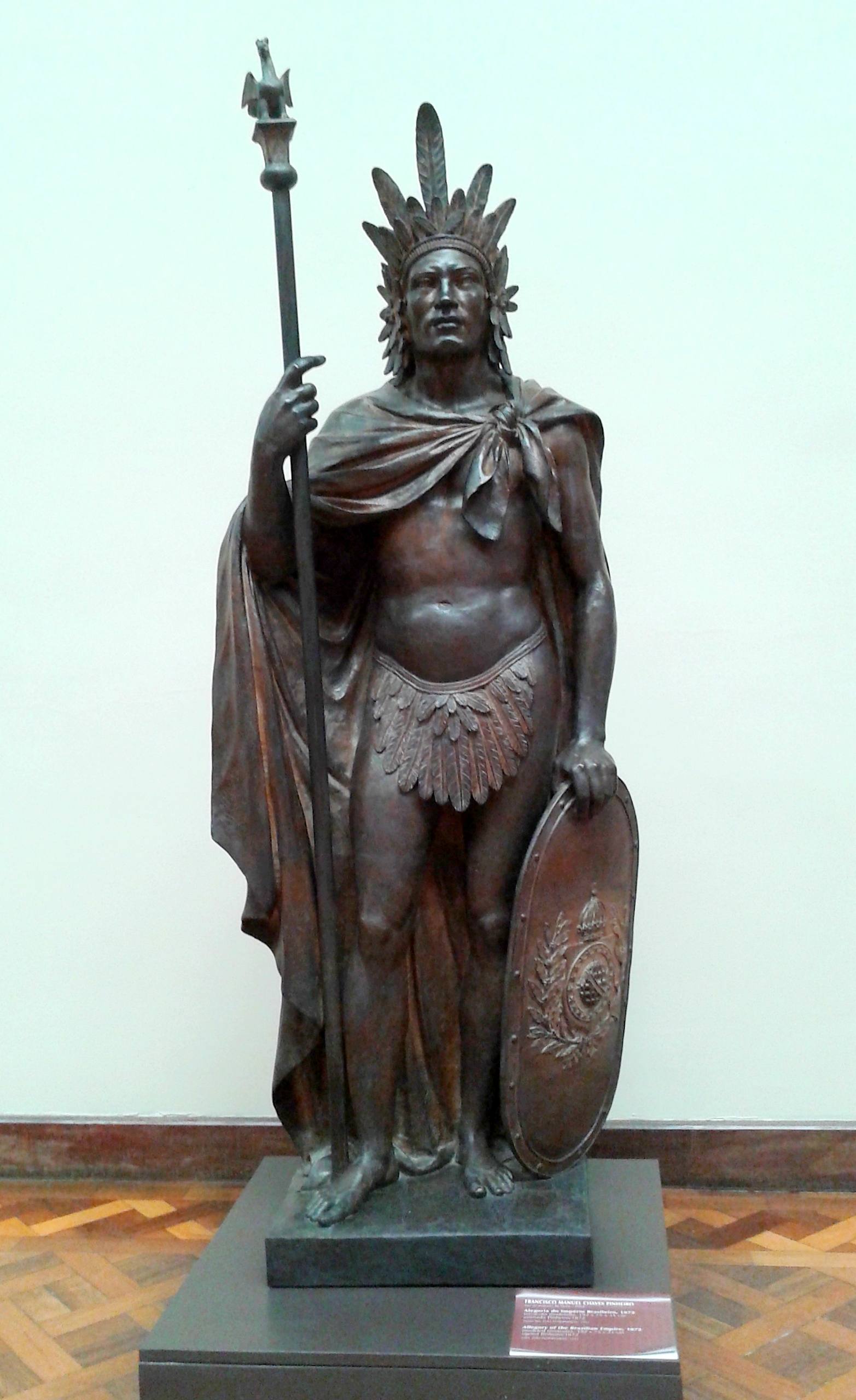
Alegoria do Império Brasileiro, de Chaves Pinheiro (1872).

Como parte do Indianismo, o uso da figura nativa brasileira buscava criar uma imagem representativa das origens do país, em especial um passado mítico para a nação. Uma vez que o Brasil não contava com um passado medieval, tal qual as nações europeias, o papel de herói mítico e fundador da nacionalidade coube a um indígena idealizado, marcado por padrões estéticos europeus, detentor de uma pureza e coragem que seriam as bases do Estado-nação em formação.
Exemplos desse uso alegórico e mítico do indígena no Império são encontrados na pintura, como a obra Moema, de Victor Meirelles; na escultura, como a Alegoria do Império Brasileiro, de Chaves Pinheiro; na literatura, como em A Confederação dos Tamoios, de Gonçalves de Magalhães; na poesia, como em I-Juca-Pirama, de Gonçalves Dias; na música, como em Il Guarany, de Carlos Gomes; e na historiografia do período, como em História Geral do Brasil, de Francisco Adolfo de Varnhagen.
A partir da década de 1870, a figura do indígena ganhou contornos satíricos, humorísticos e sarcásticos, representando a nação brasileira indignada com as mazelas nacionais, como a escravidão, a corrupção e o atraso. Muitas revistas e periódicos da época se destacaram por esse uso, em especial a Revista Illustrada, de Angelo Agostini, grande crítico da monarquia, da Igreja Católica e do cativeiro.

## Declínio

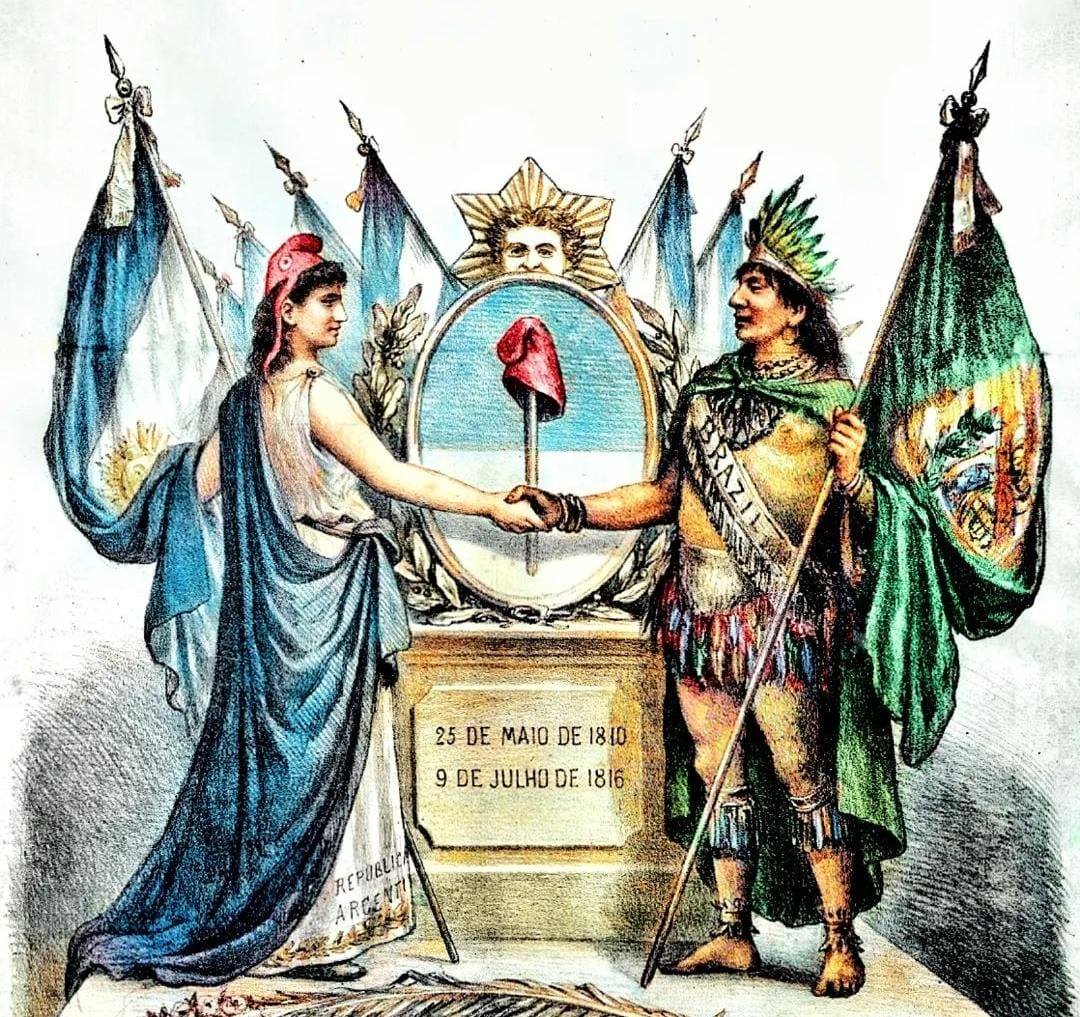
Alegoria representando as relações entre a República Argentina e o Império do Brasil.

Com a proclamação da República, em 1889, a figura do indígena foi sendo paulatinamente abandonada, em detrimento de novas alegorias e representações nacionais, como a efígie da República, inspirada na francesa Marianne.
Posteriormente, já no século XX, a figura foi resgatada por diferentes grupos políticos e sociais do Brasil, como os modernistas, que tinham uma visão mais radical e transgressora do indígena, e os integralistas, que buscavam resgatar os aspectos idílicos estabelecidos no século XIX.